# Ле-Пюи (футбольный клуб)
Ле-Пюи́ (полное название: Le Puy Foot 43) — французский футбольный клуб из города Ле-Пюи-ан-Веле. В 1980-х годах провёл пять сезонов во второй лиге. В сезоне 2022/23 выступает в третьем футбольном дивизионе.
Клуб был основан в 1903 году под названием AS Le Puy. С момента своего основания клуб многократно менял своё название. В 1974 году клуб сменил название на CO Le Puy, а через 17 лет сменил его на SCO Le Puy. В следующем году Ле-Пюй сменил своё название на USF Le Puy и в 2009 году объединился с другим местным клубом ФК Таулхак, чтобы создать клуб, который существует в настоящее время.
6 марта 2021 года, победив «Лорьян» со счётом 1:0 в 1/16 финала Кубка Франции, вышел в 1/8 финала. До этого сезона своего лучшего результата в кубке команда добивалась в сезоне 1974/75, когда дошла до 1/16 финала, где уступила «Сент-Этьену».